# O.F.I. Creta F.C.
El OFI (en griego: Όμιλος Φιλάθλων Ηρακλείου, "Club de amantes de los deportes de Heraklion") es un club de fútbol griego de la ciudad de Heraklion, en la isla de Creta. Fuera de Grecia, el club se conoce generalmente como OFI Creta FC, sin embargo, el nombre de Creta no es realmente parte del título oficial del club.
El OFI es el club con más partidos de la Superliga de Grecia entre los clubes de la provincia griega. El club ha tenido un éxito notable hasta la fecha, sobre todo teniendo en cuenta su estado comparativo, y ha ganado una Copa griega y una Copa de los Balcanes, además de disputar varias veces en competiciones de la UEFA.
Los colores tradicionales del club son el blanco y el negro, que representa el uniforme como local y el visitante, respectivamente. El OFI disputa sus partidos como local en el Estadio Theodoros Vardinogiannis, conocido popularmente como Yedi Kule (en turco: «siete torres»). El club mantiene una intensa rivalidad con el Ergotelis FC.

## Palmarés

### Torneos nacionales
- Gamma Ethniki (1): 2015-16
- Copa de Grecia (1): 1986-87.
- Subcampeón de la Copa de Grecia en 1989-90.

### Torneos internacionales
- Copa de los Balcanes (1): 1989.
- Subcampeón de la Copa Intertoto de la UEFA en 2007.

## Participación en competiciones de la UEFA
| Temporada | Torneo                | Ronda            | Club             | Casa | Visita |  |
| --------- | --------------------- | ---------------- | ---------------- | ---- | ------ |  |
| 1986–87   | UEFA Cup              | 1                | Hajduk Split     | 1–0  | 0–4    |  |
|           |                       |                  |                  |      |        |  |
| 1987–88   | UEFA Cup Winners' Cup | 1                | Vitosha Sofia    | 3–1  | 0–1    |  |
| 1987–88   | UEFA Cup Winners' Cup | 2                | Atalanta         | 1–0  | 0–2    |  |
|           |                       |                  |                  |      |        |  |
| 1993–94   | UEFA Cup              | 1                | Slavia Praga     | 1–0  | 1–1    |  |
| 1993–94   | UEFA Cup              | 2                | Atlético Madrid  | 2–0  | 0–1    |  |
| 1993–94   | UEFA Cup              | 3                | Boavista         | 1–4  | 0–2    |  |
|           |                       |                  |                  |      |        |  |
| 1995–96   | Intertoto Cup         | Grupo 7          | Nea Salamina     | 2–1  |        |  |
| 1995–96   | Intertoto Cup         | Grupo 7          | Bayer Leverkusen |      | 0–1    |  |
| 1995–96   | Intertoto Cup         | Grupo 7          | Tervis Pärnu     | 2–0  |        |  |
| 1995–96   | Intertoto Cup         | Grupo 7          | Budućnost        |      | 4–3    |  |
| 1995–96   | Intertoto Cup         | 2                | Bursaspor        |      | 1–2    |  |
|           |                       |                  |                  |      |        |  |
| 1997–98   | UEFA Cup              | Clasificatoria 2 | KR Reykjavík     | 3–1  | 0–0    |  |
| 1997–98   | UEFA Cup              | 1                | Ferencváros      | 3–0  | 1–2    |  |
| 1997–98   | UEFA Cup              | 2                | Auxerre          | 3–2  | 1–3    |  |
|           |                       |                  |                  |      |        |  |
| 2000–01   | UEFA Cup              | 1                | Napredak         | 6–0  | 0–0    |  |
| 2000–01   | UEFA Cup              | 2                | Slavia Praga     | 2–2  | 1–4    |  |
|           |                       |                  |                  |      |        |  |
| 2007–08   | Intertoto Cup         | 3                | Tobol            | 0–1  | 0–1    |  |
|           |                       |                  |                  |      |        |  |
| 2020-21   | Europa League         | 2                | Apollon Limassol | 0–1  | –      |  |

## Entrenadores
- Stratos (1946)
- Kostas Zogas (1958)
- Mantalopoulos (1959)
- Vaggelis Helmis (1965–66)
- Petritsis (1967–68)
- Kostas Zogas (1967–68)
- Kapetanovic (1968–71)
- Giorgos Stratakis (1970–71)
- Thanasis Soulis (1971–72)
- Giorgos Stratakis (1971–72)
- Takis Papartheniou (1972–73)
- Kostas Karapatis y  Manolis Tzanis (1973–74)
- Thanasis Zafeiropoulos (1975–76)
- Nikos Alefantos (1976–77)
- Antonis Georgiadis (1978–80)
- Les Shannon (1979–80)
- Nikos Alefantos (1981–82)
- Giorgos Stratakis (1981–82)
- Les Shannon (1982–84)
- Manolis Tzanis y  Aris Vasileiou (1984)
- Lakis Petropoulos (1984–85)
- Giannis Parasidis (1984–85)
- Petr Packert (1984–85)
- Mike Bailey (1984–85)
- Eugène Gerards (1985-00)
- Aris Vasileiou (2000)
- Giannis Samaras (2000–02)
- Zdeněk Ščasný (2002–03)
- Giorgos Foiros (2003–04)
- Giannis Hatzinikolaou (2004–05)
- Vangelis Vlachos (2005–06)
- Myron Sifakis (2006)
- Reiner Maurer (2006–07)
- Giorgos Paraschos (2007–08)
- František Straka (2008)
- Ioannis Matzourakis (2008–09)
- Giorgos Paraschos (2009)
- Nicos Papavasiliou y  Myron Sifakis (2009)
- Nikos Goulis (2009–10)
- Giannis Chatzinikolaou (2010)
- Nikos Anastopoulos (2010–2014)
- Gennaro Gattuso (julio de 2014 - diciembre de 2014)
- Nikos Papadopoulos (2017 - 2018)[4]
- Jaime Vera (2019)[4][5]
- Georgios Simos (2019 - pres.)